# III liga polska w piłce nożnej, grupa dolnośląsko-lubuska (2011/2012)
III liga, grupa dolnośląsko-lubuska, sezon 2011/2012 — 4. edycja rozgrywek czwartego poziomu ligowego piłki nożnej mężczyzn w Polsce po reorganizacji lig w 2008 roku. Bierze w niej udział 16 drużyn z województwa dolnośląskiego i województwa lubuskiego. Walczą one o miejsce premiowane awansem do grupy zachodniej II ligi. Ostatnie zespoły spadają odpowiednio do grup: dolnośląskiej i lubuskiej IV ligi. Opiekunem ligi jest Dolnośląski Związek Piłki Nożnej, przemiennie z Lubuskim Związkiem Piłki Nożnej. W sezonie 2011/2012 rozgrywki prowadzi Dolnośląski Związek Piłki Nożnej. 
Sezon ligowy rozpoczął się w 6 sierpnia 2011 roku, a ostatnie mecze rozegrane zostały w 3 czerwca 2012 roku.

## Zasady rozgrywek
III liga jest szczeblem pośrednim między rozgrywkami centralnymi (II liga) i wojewódzkimi (IV liga). Wszystkie grupy liczą po 16 drużyn.
Mistrzowie grup uzyskują awans do II ligi, przy czym:
1. do grupy wschodniej trafiają mistrzowie grup III ligi: V, VI, VII i VIII,
2. do grupy zachodniej trafiają mistrzowie grup III ligi: I, II, III i IV.

Po trzy ostatnie drużyny spadają do odpowiedniej terytorialnie grupy IV ligi, przy czym liczba ta może zwiększyć się zależnie od liczby drużyn spadających z lig wyższych.
Drużyny, które wycofały się z rozgrywek po rozegraniu mniej niż 50% spotkań, są automatycznie relegowane o dwa szczeble ligowe niżej (do klasy okręgowej), a osiągnięte przez nie rezultaty są anulowane. Drużyny, które wycofały się z rozgrywek po rozegraniu 50% lub więcej spotkań, są automatycznie relegowane o dwa szczeble ligowe niżej (do klasy okręgowej), a za nierozegrane mecze przyznawane są walkowery 3:0 dla zespołów przeciwnych. Wykluczenie z rozgrywek grozi również za nieprzystąpienie z własnej winy do trzech meczów.
III liga jest najwyższym szczeblem rozgrywkowym dla drużyn rezerw, nie mają one więc prawa do awansu. Spadek pierwszej drużyny z II ligi powoduje automatycznie relegację II zespołu danego klubu do IV ligi.

## Rozgrywki
W grupie występowało 16 zespołów, które walczyły o miejsce premiowane awansem do grupy zachodniej II ligi. Ostatnie zespoły spadały odpowiednio do grupy dolnośląskiej i lubuskiej IV ligi.
| Uczestnicy poprzedniej edycji | Uczestnicy poprzedniej edycji |
| ----------------------------- | ----------------------------- |
| Ilanka Rzepin                 | 2                             |
| Pogoń Świebodzin              | 3                             |
| Lechia Dzierżoniów            | 4                             |
| Promień Żary                  | 5                             |
| Polonia Trzebnica             | 6                             |
| Polonia/Sparta Świdnica       | 7                             |
| KS Bystrzyca Kąty Wrocławskie | 8                             |

| Uczestnicy poprzedniej edycji | Uczestnicy poprzedniej edycji |
| ----------------------------- | ----------------------------- |
| Orzeł Międzyrzecz             | 9                             |
| MKS Oława                     | 10                            |
| Arka Nowa Sól                 | 11                            |
| Celuloza Kostrzyn nad Odrą    | 12                            |
| Orzeł Ząbkowice Śląskie       | 13                            |
| Twardy Świętoszów             | 14                            |

| Spadek z II ligi 2010/2011 | Spadek z II ligi 2010/2011 |
| -------------------------- | -------------------------- |
| grupa zachodnia            |                            |
| Lechia Zielona Góra        | 16                         |
| Awans z IV ligi 2010/2011  |                            |
| grupa dolnośląska          |                            |
| Prochowiczanka Prochowice  | 1                          |
| Bielawianka Bielawa        | 2                          |

Uwagi:
1. Z grupy lubuskiej IV ligi nie awansowała żadna drużyna, gdyż pierwsze dwa zespoły–Pogoń Skwierzyna i Spójnia Ośno Lubuskie–zrezygnowały z udziału w III lidze.
2. Twardy Świętoszów wycofał się z rozgrywek po 3. kolejce–jego wyniki zostały anulowane.

| Lp. | Drużyna                         | M  | Z  | R  | P  | Bramki | Bramki | Różn. | Pkt | Uwagi                     | Bezpośrednio |
| --- | ------------------------------- | -- | -- | -- | -- | ------ | ------ | ----- | --- | ------------------------- | ------------ |
| 1   | MKS Oława (M) (A)               | 28 | 17 | 5  | 6  | 49     | 24     | +25   | 56  | Awans do II ligi          |              |
| 2   | Promień Żary                    | 28 | 17 | 4  | 7  | 67     | 38     | +29   | 55  |                           |              |
| 3   | Lechia Zielona Góra             | 28 | 15 | 6  | 7  | 42     | 22     | +20   | 51  |                           |              |
| 4   | KS Bystrzyca Kąty Wrocławskie   | 28 | 13 | 8  | 7  | 44     | 25     | +19   | 47  |                           |              |
| 5   | Polonia/Sparta Świdnica         | 28 | 13 | 6  | 9  | 45     | 35     | +10   | 45  |                           |              |
| 6   | Polonia Trzebnica               | 28 | 11 | 7  | 10 | 31     | 27     | +4    | 40  |                           |              |
| 7   | Ilanka Rzepin                   | 28 | 12 | 4  | 12 | 45     | 41     | +4    | 40  |                           |              |
| 8   | Orzeł Ząbkowice Śląskie         | 28 | 11 | 7  | 10 | 45     | 43     | +2    | 40  |                           |              |
| 9   | Lechia Dzierżoniów              | 28 | 10 | 9  | 9  | 43     | 46     | −3    | 39  |                           |              |
| 10  | Orzeł Międzyrzecz               | 28 | 9  | 11 | 8  | 39     | 37     | +2    | 38  |                           |              |
| 11  | Bielawianka Bielawa             | 28 | 11 | 4  | 13 | 31     | 37     | −6    | 37  |                           |              |
| 12  | Prochowiczanka Prochowice       | 28 | 10 | 6  | 12 | 49     | 41     | +8    | 36  |                           |              |
| 13  | Pogoń Świebodzin                | 28 | 7  | 5  | 16 | 21     | 44     | −23   | 26  |                           |              |
| 14  | Arka Nowa Sól (S)               | 28 | 5  | 7  | 16 | 24     | 58     | −34   | 22  | Spadek do IV ligi         |              |
| 15  | Celuloza Kostrzyn nad Odrą1 (S) | 28 | 3  | 3  | 22 | 20     | 77     | −57   | 12  | Spadek do klasy okręgowej |              |

Źródło: 90minut.pl 
Oznaczenia: (M) – tytuł mistrzowski, (A) – awans, (S) – spadek.
Zasady ustalania kolejności: 1. liczba zdobytych punktów w całym cyklu rozgrywek; 2. liczba punktów zdobyta w meczach bezpośrednich; 3. różnica bramek w meczach bezpośrednich; 4. różnica bramek w meczach bezpośrednich – bramki zdobyte na wyjeździe liczone podwójnie; 5. różnica bramek w całym cyklu rozgrywek; 6. liczba zdobytych bramek w całym cyklu rozgrywek. 
Bezpośrednio: stosowane, gdy dwie lub więcej drużyn mają identyczny dorobek punktowy.
Objaśnienia:
1 Celuloza Kostrzyn nad Odrą wycofała się z rozgrywek po 18. kolejce.

### Wyniki
| Gospodarz \ Gość              | ANS   | BIE | CKO   | ILR   | LDZ | LZG | OŁA | KWR | OMR   | OZŚ | POG | PSŚ | PTR | PRO   | PRŻ   |
| Arka Nowa Sól                 |       | 0:1 | 1:1   | 1:1   | 0:0 | 1:2 | 0:2 | 1:2 | 0:1   | 1:4 | 2:0 | 0:1 | 2:1 | 2:1   | 1:4   |
| Bielawianka Bielawa           | 1:1   |     | 3:0wo | 3:4   | 1:1 | 1:0 | 0:2 | 2:0 | 2:0   | 1:1 | 2:0 | 0:0 | 1:0 | 2:1   | 1:2   |
| Celuloza Kostrzyn nad Odrą    | 0:3wo | 3:0 |       | 0:3wo | 3:2 | 2:4 | 1:3 | 0:7 | 0:3wo | 5:1 | 1:2 | 1:2 | 0:2 | 0:3wo | 0:3wo |
| Ilanka Rzepin                 | 5:0   | 2:1 | 2:0   |       | 2:2 | 1:1 | 1:3 | 2:5 | 1:1   | 3:1 | 0:1 | 1:2 | 0:1 | 3:0   | 1:2   |
| Lechia Dzierżoniów            | 5:1   | 0:1 | 3:0wo | 3:1   |     | 2:4 | 1:1 | 1:2 | 2:2   | 2:2 | 2:0 | 2:0 | 0:1 | 2:1   | 0:6   |
| Lechia Zielona Góra           | 2:1   | 2:0 | 3:0wo | 0:1   | 0:0 |     | 1:0 | 2:0 | 1:1   | 0:2 | 0:1 | 2:1 | 1:1 | 0:2   | 4:1   |
| MKS Oława                     | 2:0   | 2:1 | 3:0wo | 0:1   | 4:0 | 2:1 |     | 0:1 | 2:1   | 0:2 | 1:0 | 0:0 | 3:0 | 0:0   | 3:1   |
| KS Bystrzyca Kąty Wrocławskie | 4:0   | 4:0 | 0:0   | 0:2   | 0:2 | 0:1 | 2:1 |     | 1:1   | 1:1 | 2:0 | 2:1 | 2:0 | 0:1   | 3:1   |
| Orzeł Międzyrzecz             | 0:0   | 1:3 | 2:0   | 1:2   | 4:0 | 0:4 | 2:2 | 1:1 |       | 4:2 | 2:0 | 3:2 | 1:1 | 2:2   | 0:0   |
| Orzeł Ząbkowice Śląskie       | 2:1   | 3:1 | 3:0wo | 1:2   | 3:3 | 0:2 | 2:1 | 0:0 | 4:1   |     | 2:0 | 1:3 | 1:1 | 2:2   | 1:0   |
| Pogoń Świebodzin              | 1:1   | 2:0 | 3:0wo | 3:1   | 0:1 | 1:1 | 1:4 | 0:0 | 1:0   | 0:1 |     | 0:5 | 0:3 | 0:2   | 0:3   |
| Polonia/Sparta Świdnica       | 2:2   | 1:0 | 3:0wo | 1:0   | 5:1 | 0:0 | 1:2 | 1:1 | 1:2   | 1:0 | 2:2 |     | 0:1 | 3:1   | 2:3   |
| Polonia Trzebnica             | 0:1   | 1:2 | 6:1   | 2:1   | 0:0 | 0:2 | 1:2 | 1:0 | 1:1   | 1:0 | 1:0 | 1:2 |     | 2:1   | 2:3   |
| Prochowiczanka Prochowice     | 6:0   | 2:1 | 1:1   | 3:0   | 1:2 | 1:0 | 2:3 | 2:3 | 2:0   | 4:2 | 3:3 | 1:2 | 0:0 |       | 2:3   |
| Promień Żary                  | 7:1   | 2:0 | 6:1   | 3:2   | 1:4 | 0:2 | 1:1 | 1:1 | 0:2   | 2:1 | 2:0 | 6:1 | 0:0 | 3:2   |       |

Źródło: 90minut.pl
Objaśnienia:
1Drużyna gospodarzy jest wymieniona po lewej stronie tabeli.
Kolory: zielony – zwycięstwo gospodarzy, żółty – remis, różowy – zwycięstwo gości.
Awans do II ligi: MKS Oława
Spadek z III ligi: Arka Nowa Sól, Celuloza Kostrzyn nad Odrą